# Phantom Boy

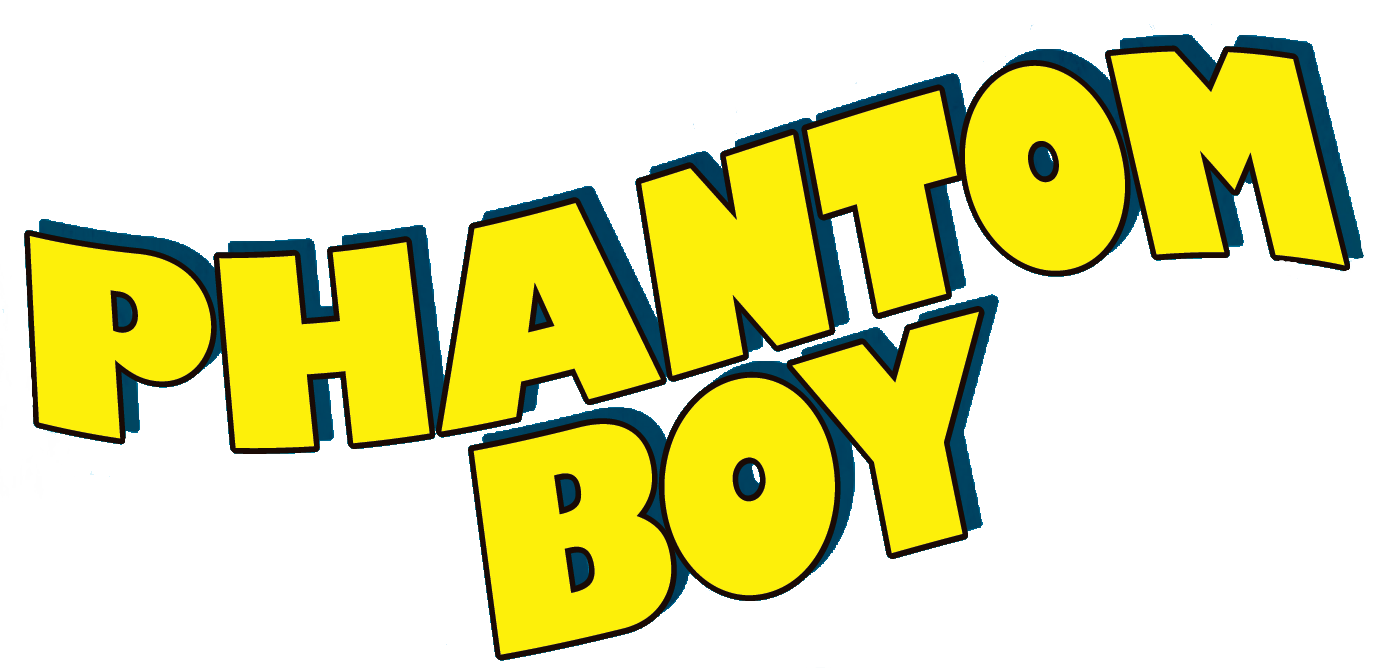
Logo van de film Phantom Boy

Phantom Boy is een Belgisch-Franse animatiefilm uit 2015 onder regie van Jean-Loup Felicioli en Alain Gagnol. De film ging in première op 12 september op het Internationaal filmfestival van Toronto.

## Verhaal
Leo is een elfjarige jongen die in New York woont en superkrachten bezit. Hij kan namelijk onzichtbaar worden en door de muren heen vliegen. Onder de naam Phantom Boy helpt hij Alex, een politieagent die in een rolstoel beland is, om de stad te redden van een mysterieuze tegenstander. Alex is verliefd op de journaliste Marie die ook bij de zaak betrokken is en in handen valt van de misdadiger.

## Stemverdeling
| Acteur               | Personage                        | Vlaamse stemacteur     |
| -------------------- | -------------------------------- | ---------------------- |
| Édouard Baer         | Alex                             | Geert Van Rampelberg   |
| Audrey Tautou        | Marie                            | Vivienne van den Assem |
|                      | Leo                              | Lucas Van den Eynde    |
|                      | Leo’s moeder                     | Kristel Verbeke        |
|                      | Leo’s vader                      | Louis Talpe            |
| Jean-Pierre Marielle | De man met het misvormde gezicht | Frank Lammers          |
|                      | De reus                          | Ernst Daniël Smid      |

## Productie
Phantom Boy is de tweede lange animatiefilm van het Franse duo Alain Gagnol en Jean-Loup Felicioli die voorheen met hun eerste animatiefilm Une vie de chat in 2012 een Oscarnominatie kregen voor beste animatiefilm. Deze animatiefilm is niet met de computer gemaakt maar met de hand getekend. De animatiestudio van het productiehuis Lunanime te Gent werkte gedurende acht maanden mee aan het project.